# Butterworth (Sudafrica)
La storica città di  Butterworth o Gcuwa, come è ora chiamata in lingua xhosa,  è un importante  centro abitato con una popolazione di 287.780 abitanti. Sorge 111 km a nord di East London, sull'autostrada nazionale sudafricana N2, nella provincia di Eastern Cape in Sudafrica.